# Fort d’Hirson

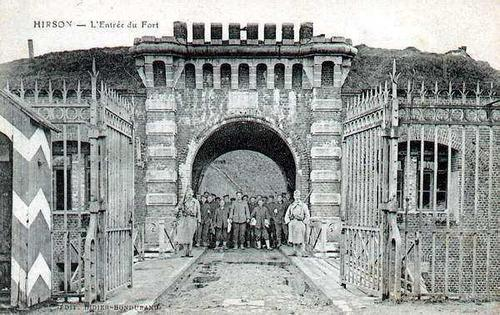
Eingang des Fort d’Hirson

Das Fort d’Hirson (kurzzeitig auch Fort Dubois genannt) ist ein Festungswerk des 19. Jahrhunderts. Es liegt auf dem Gebiet der Gemeinden Buire und Hirson im französischen Département Aisne.

## Ursprünge
Erbaut wurde es vom 14. April 1877 bis zum Ende 1880 nach den Plänen von Général Raymond Adolphe Séré de Rivières. Der Pionier Capitaine Félix L’héritier führte die Bauaufsicht, ausführendes Unternehmen war die Firma Adrien Hallier. Die Baukosten betrugen 2.604.521 Francs (ohne den Geschützpanzerturm).

## Namensgebung
Benannt war es nach der Gemeinde Hirson. Per Präsidialdekret vom 21. Januar 1887 setzte der Kriegsminister Georges Boulanger um, dass alle Forts, befestigten Artillerieanlagen und Kasernen des Système Séré de Rivières die Namen von ehemaligen Militärkommandanten zu tragen haben. Aus diesem Grunde hieß es von da an „Fort Dubois“ nach Général Paul-Alexis Dubois. Am 13. Oktober 1887 wurde das vom Nachfolger Boulangers, Théophile Ferron, mit der Note Nr. 14980 vom gleichen Datum rückgängig gemacht, und das Fort erhielt seinen ursprünglichen Namen zurück. Trotzdem führte es über dem Haupteingang weiterhin die Bezeichnung „Fort de Dubois“, wie einige andere, bei denen der „nom de Boulanger“ nicht entfernt wurde.

## Bewaffnung
- in der Annexbatterie: 10 Geschütze
- auf den Wällen: 28 Geschütze
- Grabenwehr in vier Kaponnieren: 10 Geschütze
- Geschützpanzerturm: 1 Tourelle Mougin de 155 mm modèle 1876 (laufende Bezeichnung „B'“)

## Baubeschreibung
Bei dem Bauwerk handelte es sich um ein Sperrfort, das den Bahnhof von Hirson schützen und die Nutzung der Bahnlinie durch feindliche Kräfte verhindern sollte. Es war ganz aus Ziegelsteinen erbaut und von einem trockenen Graben umgeben. Auf der Decke des zentralen Bauwerks war eine Erdschicht aufgetragen.
Die Kriegsbesatzung bestand 1880 aus:
- 30 Offizieren
- 40 Unteroffizieren
- 960 Mannschaften

Im Jahre 1891 bestand die inzwischen verkleinerte Garnison nur noch aus 103 Infanteristen, 123 Artilleristen und drei Köchen.
Vorhanden waren die entsprechenden Unterkünfte, eine Sanitätsstation mit 66 Betten, ein Stall für 12 Pferde, zwei Brunnen zu je 40 m³ am Tag (in den Gräben befanden sich noch drei Quellen) und zwei Backöfen zu je 200 Broten täglich.
Im Pulvermagazin Ost lagerten 75 Tonnen und im Pulvermagazin West 91 Tonnen Schwarzpulver. Der Vorrat an Kartuschen betrug 1.000.000 Stück.
Der Eingang war durch eine abwerfbare Brücke gesichert.
Die Geschütze standen noch frei auf den Wällen, ausgenommen die der Kaponnieren (eine Kehlgrabenkaponniere, zwei Schultergrabenkaponnieren und eine doppelte Frontgrabenkaponniere).
Das Fort wurde nicht in die Modernisierungsmaßnahmen Ende des 19. Jahrhunderts einbezogen und 1912 herabqualifiziert.
Der veraltete Geschützpanzerturm Tourelle Mougin wurde 1914 von den Deutschen ausgebaut und verschrottet.
Das Fort ist in einem ruinösen Zustand, ganze Abschnitte der Galerien sind eingestürzt, der Graben zugeschüttet. Es befindet sich im Privatbesitz, ein Betreten ist nicht gestattet.